# إدوارد أومان بواماه
إدوارد كوفي أومان بواماه (بالإنجليزية: Edward Kofi Omane Boamah)‏ (26 ديسمبر 1975 – 6 أغسطس 2025) كان سياسيًا وطبيبًا غانيًا، شغل منصب وزير الدفاع من 1 فبراير 2025 حتى وفاته في 6 أغسطس 2025. كان عضوًا في المؤتمر الوطني الديمقراطي (غانا)، وقد شغل سابقًا منصب وزير الاتصالات، إضافةً إلى كونه المتحدث الرسمي باسم رئيس غانا.

## الحياة المبكرة والتعليم
وُلد إدوارد في 26 ديسمبر 1975 في نكواكاو، لوالده الراحل السيد إدوارد كوامي أومان ووالدته السيدة ليتيسيا أسانتي. وينحدر من كوفوريدوا إيفيدواسي. كان متزوجًا من ريتا أبينا، ورُزق بثلاثة أطفال. التحق بمدرسة كوفوريدوا بريسبي "B"، ثم بمدرسة نانا كواكو بواتينغ التجريبية، قبل أن يواصل دراسته في مدرسة بوب جون الثانوية وكليّة الإكليريكية الصغرى في كوفوريدوا، غانا. تخرج من كلية الطب بجامعة غانا كطبيب، كما التحق لفترة قصيرة بـجامعة واشنطن كلية الطب في سانت لويس بولاية ميزوري الأمريكية. حصل على درجة الماجستير في تخطيط وتمويل السياسات الصحية من كلية لندن للاقتصاد. وخلال دراسته، شغل منصب رئيس الاتحاد الوطني لطلاب غانا، كما كان الأمين التنسيقي لاتحاد جمعيات طلاب الطب في غانا.

## المسيرة السياسية

### نائب وزير البيئة والعلوم والتكنولوجيا
من عام 2009 حتى 2012، شغل إدوارد منصب نائب وزير البيئة والعلوم والتكنولوجيا. كما كان المنسق المساعد للحملة الانتخابية لحزب المؤتمر الوطني الديمقراطي (غانا) في الانتخابات العامة لعام 2012، وشغل أيضًا منصب نائب رئيس لجنة الأمم المتحدة للعلوم والتكنولوجيا من أجل التنمية.
قاد لجان التحقيق في حادثتي تسرب المواد الكيميائية: الأولى تسرب طين الحفر منخفض السمية (LTOBM) من قبل شركة كوسموس إنرجي في حقل جوبلي البحري – كيب ثري بوينتس في غانا، والثانية تسرب سيانيد الصوديوم في أحد المسطحات المائية في كينياسي من قبل شركة نيومونت غانا جولد المحدودة. وخلال فترة توليه المنصب، استثمرت الحكومة في حملة وطنية لزراعة الأشجار لمواجهة الاحتباس الحراري ومشكلة القطع الجائر للأشجار.

### نائب وزير الشباب والرياضة
شغل إدوارد منصب نائب وزير الشباب والرياضة في إدارة الرئيس جون أتا ميلز من عام 2012 حتى 2013.

### وزير الاتصالات
في فبراير 2013، عيّنه الرئيس جون ماهاما وزيرًا للاتصالات بعد انتخابات ديسمبر 2012، وشغل أيضًا منصب المتحدث باسم الرئيس من أغسطس 2014 حتى يناير 2017. قبل هذه المناصب، تولى تنسيق مشاركة غانا في كأس الأمم الأفريقية 2013.
كوزير للاتصالات، كان من أبرز الداعين لحماية الأطفال على الإنترنت، حيث أسس الفريق الوطني للاستجابة للطوارئ الحاسوبية واللجنة الوطنية لحماية الأطفال على الإنترنت بهدف تطوير إطار وطني لحماية الأطفال أثناء استخدامهم للإنترنت. كما شغل عضوية مجلس لجنة الإيدز الغانية من 2014 إلى 2016.

## المسيرة الطبية
عمل إدوارد كعضو في فريق متطوعي منظمة الصحة العالمية لمتابعة البرنامج الموسع للتحصين عام 2004 في Asuogyaman District بمنطقة الشرق في غانا، كما كان عضوًا في فريق الإنقاذ الطبي أثناء كارثة ملعب أكرا الرياضي عام 2001. بعد خسارة حزبه، الانتخابات العامة لعام 2016، استأنف عمله الطبي في مستشفى أفراه الدولي.

## مهام بارزة سابقة
المتحدث الرسمي باسم رئيس غانا، جون ماهاما.
منسق مشاركة غانا في كأس الأمم الأفريقية 2013.
رأس لجان التحقيق في حادثتي تسرب المواد الكيميائية: تسرب طين الحفر منخفض السمية القائم على الزيت (LTOBM) من قبل شركة كوسموس إنرجي في حقل جوبيل البحري – كيب ثري بوينتس في غانا، وتسرب سيانيد الصوديوم في مجرى مائي في كينياسي بغانا من قبل شركة نيومونت غانا جولد المحدودة.[بحاجة لمصدر]

## الحياة الشخصية
تزوج أوماني-بواما في عام 2006 من ريتا أدو بيا أوفاي، وهي محاسبة قانونية ومتخصصة في تمويل التنمية، وأنجبا ابنتين وابنًا.

## الوفاة
توفي إدوارد في تحطم مروحية عسكرية تابعة لسلاح الجو الغاني زد-9 في 6 أغسطس 2025، أثناء توجهه إلى أوبواسي للمشاركة في فعالية لمكافحة التعدين غير القانوني. حيث كان على متن مروحية هاربين زد-9 التابعة للقوات المسلحة الغانية. وقع الحادث في منطقة أدانسي بإقليم أشانتي، وأودى بحياة جميع الركاب الثمانية، وهم: إدوارد؛ وزير البيئة والعلوم والتكنولوجيا والابتكار إبراهيم مورتالا محمد؛ القائم بأعمال نائب منسق الأمن القومي ليمونا محمد منيرو؛ نائب رئيس حزب المؤتمر الوطني الديمقراطي صمويل ساربونغ؛ المرشح البرلماني السابق صمويل أبواجي؛ الطيار بيتر بافيمي أنالا؛ مساعد الطيار ماناين توم أمبادو؛ وعضو الطاقم إرنست أدو منساه.

## المؤلفات
ألف بواما كتابًا عن الرئيس الأسبق جون أتا ميلز بعنوان رجل مسالم في ديمقراطية أفريقية، وكان من المقرر صدوره في أواخر عام 2025.